# Anarquía militar
La anarquía militar en el Imperio romano es el nombre dado por los historiadores a los sucesos ocurridos en él entre los años 235 y 284 d. C., durante los cuales los políticos que contaron con el apoyo del ejército, en distintos momentos y lugares, para imponer o tratar de imponer a gran cantidad de políticos y militares como emperadores, cada uno de ellos con un poder efectivo o control territorial muy diferente; casi todos enemigos entre ellos, y que por lo mismo lucharon  unos contra otros. Así, entre los años 235 y 284, gobernaron 24 emperadores (y «usurpadores»), al respecto se tiene que de todos ellos, sólo uno falleció por muerte natural, mientras que los demás cayeron en combate o fueron asesinados. 

## Consecuencias

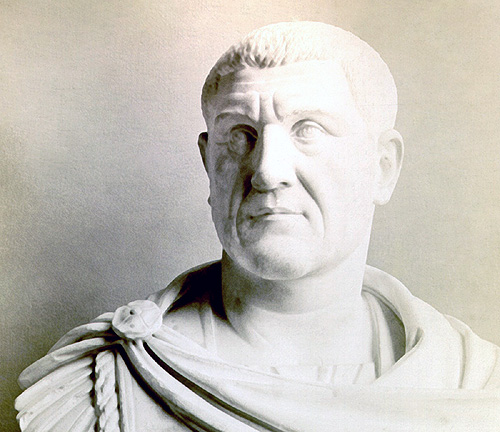
Se considera que en el gobierno de Maximino el Tracio es cuando comenzó la crisis del.

En ese medio siglo calamitoso se disparó la inflación -el costo de los productos básicos de comida y otros insumos subió en más de mil por ciento-, mientras que las fronteras se vieron constantemente asediadas y sobrepasadas por grandes grupos de invasores bárbaros, lo cual obligó a los gobernantes a subir los impuestos que se cobraban a la población, para así poder cubrir los crecientes gastos de defensa militar, lo cual incluso llevó a que se contrataran  mercenarios germanos, quienes, ante esa crisis, comenzaron a asumir cada vez mayores responsabilidades en la protección del Imperio Romano.
Corresponde al momento inicial de la denominada Crisis del siglo III que abre la decadencia del Imperio romano y el extenso periodo histórico denominado la Antigüedad tardía.

## Lista de Emperadores
| #   | Nombre                 | Reinado                            | Notas |
| --- | ---------------------- | ---------------------------------- | --- |
| 1   | Maximino el Tracio     | marzo de 235 - abril de 238        | Nacido aproximadamente hacia el 173, Maximino es considerado el primer emperador "Bárbaro", nunca puso un pie en Roma. Fue asesinado por sus soldados en Aquilea dando lugar al Año de los seis emperadores. |
| 2 3 | Gordiano I Gordiano II | c. marzo – abril de 238            | Gobernadores de África, el senado los nombró en oposición a Maximino. Gordiano I se suicidó al enterarse de que Gordiano II había muerto en la Batalla de Cartago, teniendo un reinado de 22 días, el más corto. |
| 4 5 | Pupieno Balbino        | abril - julio de 238               | Nombrados emperadores en Oposición a Maximino, su gobierno estuvo lleno de discrepancias, desconfianza e impopularidad por parte del pueblo. Fueron asesinados por la Guardia Pretoriana después de un reinado de 99 días. |
| 6   | Gordiano III           | julio de 238 - febrero de 244      | Nombrado emperador tras el asesinato de sus antecesores, su gobierno estuvo caracterizado por un estado de Guerra contra los presas. Se cree que murió asesinado por Filipo el Árabe. |
| 7   | Filipo el Árabe        | febrero de 244 - septiembre de 249 | Fue nombrado prefecto del pretorio por Gordiano III, en su gobierno hubo un ataque de parte de los Alemanes con pocas ganancias, lo cual lo hizo impopular en el ejército, dirigió los festejos del milenario de Roma. Fue Asesinado por el ejército de Decio                                                                                         |
| _   | Filipo el Joven        | 247 - septiembre de 249            | Hijo de Filipo, nombrado Coemperador en 247. Fue asesinado por la guardia Pretoriana al enterarse de que Su padre había muerto. |
| 8   | Decio                  | septiembre de 249 - julio de 251   | Antes de ser emperador, Decio ya era un gran senador, incluso fue cónsul en 232. Intento recuperar al imperio reestableciendo los cultos romanos, lo cual incluyó una persecución contra los cristianos. Murió en Abrito traicionado por Treboniano Galo tras una invasión goda.                                                                      |
| _   | Herenio Etrusco        | mayo-julio de 251                  | Hijo y Coemperador de Decio, murió en la Batalla de Abrito en una ofensiva audaz contra los Godos. |
| _   | Hostiliano             | julio - noviembre de 251           | Hijo menor de Decio, elevado a Emperador por Treboniano Galo tras presiones por parte del pueblo. Murió presuntamente asesinado por Treboniano. |
| 9   | Treboniano Galo        | julio de 251 - agosto de 253       | Gobernador de Mesia fue proclamado emperador tras la muerte de Decio. Su gobierno estuvo caracterizado por una fuerte presión de parte tanto de persas como de Godos. Fue asesinado en la batalla de Interemna Nahars. |
| _   | Volusiano              | noviembre de 251 - agosto de 253   | Hijo y Coemperador de Treboniano, fue igual de incompetente que su padre. Asesinado junto a su padre. |
| 10  | Emiliano               | agosto - octubre de 253            | Era Gobernador de Mesia cuando derrotó a los Godos en 253, se sublevó contra Treboniano Galo con éxito. Fue asesinado en Espoleto por sus soldados tras enterarse de que Valeriano invadía Italia. |
| 11  | Valeriano              | octubre de 253 - mayo de 260       | Fue Gobernador de Nórico cuando Emiliano derrocó a Treboniano, este último pidió ayuda a Valeriano, el cual, avanzó por Italia y tomó el poder. Recuperó la provincia de Siria perdida por Treboniano e hizo una persecución contra los cristianos. Fue capturado por los Persasy según se deice, murió cuando derramaron Oro fundido en su garganta. |
| 12  | Galieno                | octubre de 253 - septiembre de 268 | Hijo del emperador Valeriano, era un hombre culto. Por una parte mostró entusiasmo por Combatir a los pueblos extranjeros, pero por otro lado no pudo ser capaz de reunificar el Imperio, dividido en: Imperio Galo, imperio romano e Imperio de Palmira.                                                                                             |